# Atlanta Glory 1996-1997
La stagione 1996-97 delle Atlanta Glory fu la 1ª nella ABL per la franchigia.
Le Atlanta Glory arrivarono terze nella Eastern Conference con un record di 18-22, non qualificandosi per i play-off.

## Roster
| N° | Naz.                   | Ruolo | Sportivo           | Anno | Alt. | Peso |
| -- | ---------------------- | ----- | ------------------ | ---- | ---- | ---- |
|    | Stati Uniti (bandiera) | G     | Laurie Byrd        | 1960 | 168  | 59   |
|    | Stati Uniti (bandiera) | G     | Cassandra Crumpton | 1962 | 178  | 72   |
|    | Stati Uniti (bandiera) | G     | Latina Davis       | 1974 | 168  | 66   |
|    | Stati Uniti (bandiera) | GA    | Teresa Edwards     | 1964 | 180  | 70   |
|    | Stati Uniti (bandiera) | A     | Lauretta Freeman   | 1971 | 185  | 79   |
|    | Stati Uniti (bandiera) | G     | Cornelia Gayden    | 1971 | 175  | 68   |
|    | Stati Uniti (bandiera) | C     | Margo Graham       | 1970 | 191  | 109  |
|    | Stati Uniti (bandiera) | AC    | Rachel Hemmer      | 1973 | 191  |      |
|    | Stati Uniti (bandiera) | G     | Niesa Johnson      | 1973 | 175  | 66   |
|    | Stati Uniti (bandiera) | A     | Stacey Lovelace    | 1974 | 193  | 77   |
|    | Stati Uniti (bandiera) | A     | Missy Masley       | 1974 | 188  | 77   |
|    | Stati Uniti (bandiera) | AC    | Carla McGhee       | 1968 | 185  | 81   |
|    | Stati Uniti (bandiera) | G     | Saudia Roundtree   | 1976 | 170  | 66   |

## Staff tecnico
- Allenatore: Trish Roberts